# Power move
Power Move — это набор вращений, обычно выполняющихся на большой скорости, а также различные акробатические элементы. Power Move (пауэр мув) является самостоятельной дисциплиной брэйк-данса.

## Появление
Power move получил широкое распространение в конце прошлого века. За это время появилось множество вариаций основных четырёх движений.

## Типы

### Вращение (Spin)
- Back spin — один из первых и самых известных вращений в power move. Танцор группируется и крутится на своей спине. В некоторых вариациях, би-бои могут совершать прыжки во время вращения.
- Shoulder spin — вращение с опорой на плечо.
- Air chair spin — танцор, находящийся в этом движении, вращается на опорной руке.

- Headspin — сложное движение. Вращается, стоя на голове. Для этого элемента необходимо постоянно поддерживать баланс и раскручиваться, опираясь на руки.

### Вертолет, гелик (Windmill, Helicopter)
Это вращение тела, выполняемое зачастую через плечо и голову. Также допускается выполнять c использованием рук (обычно при обучении). Существует множество вариаций данного элемента, некоторые из них:

#### Флай (Flare)
Основные варианты выполнения:
- King Flares/Hopping Flare
- Twin-legged Flare
- Crossed-legged Flare
- Chair Flare
- Double Chair Flare
- Sandwich Flare
- Lotus Flare
- Thread Flare
- One-legged Flare

#### Эйр Твист / Эйр Флэйр (Air Flare)
Элемент power move, при выполнении которого нога би-боя не должна коснуться пола. Для выполнения твиста от би-боя требуется высокий момент импульса во вращении, умение балансировать в различных стойках на руках и немалые сила и выносливость.

### 1990 (Найнти/Свеча), 2000 (Дветысячи)
Вращение на одной руке. Один из самых сложных из-за своей нестабильности элемент. Выполняется с захода в руки (handstand), оставляя на полу одну ладонь. Для вращения нужно задать импульс ногами  и держать баланс на одной руке.